# Barbezières
Barbezières ist ein Ort und eine Gemeinde mit 137 Einwohnern (Stand 1. Januar 2022) im westfranzösischen Département Charente in der Region Nouvelle-Aquitaine. Die Gemeinde besteht aus mehreren Weilern (hameaux) und Einzelgehöften.

## Lage
Der Ort Barbezières liegt im Nordwesten des Départements in der alten Kulturlandschaft des Angoumois, einem Teil der Landschaft der Charente, etwa 44 km (Fahrtstrecke) nordwestlich der Stadt Angoulême beziehungsweise rund 100 km südwestlich von Poitiers in einer Höhe von etwa 90 m ü. d. M.

## Bevölkerungsentwicklung
| Jahr      | 1800 | 1851 | 1901 | 1954 | 1999 | 2013 |
| Einwohner | 372  | 470  | 274  | 219  | 147  | 125  |

Der kontinuierliche Rückgang der Bevölkerungszahlen seit dem ausgehenden 19. Jahrhundert ist im Wesentlichen auf den Verlust an Arbeitsplätzen infolge der Reblauskrise im Weinbau und der zunehmenden Mechanisierung der Landwirtschaft zurückzuführen.

## Wirtschaft
Der Ort und seine Umgebung waren jahrhundertelang landwirtschaftlich geprägt; die meisten Menschen lebten als Selbstversorger. Im ausgehenden Mittelalter und in der frühen Neuzeit wurde der Weinbau vorangetrieben, der jedoch – nach der Reblauskrise im ausgehenden 19. und beginnenden 20. Jahrhundert – nahezu eingestellt wurde. Seit den 1960er Jahren spielt der Tourismus in Form der Vermietung von Ferienwohnungen (gîtes) eine nicht unbedeutende Rolle im Wirtschaftsleben der Gemeinde.

## Geschichte
Der erstmals im Jahr 1274 unter dem Namen Barbegiere erwähnte Ort gehörte – wie die ganze Region des nördlichen Angoumois – ursprünglich zur historischen Provinz Poitou. Eine Kirche ist jedoch bereits für das 11. Jahrhundert überliefert. Der in den Jahren 1307–1312 zerschlagene Templerorden besaß hier eine Kommende (commanderie). In dieser Zeit wird die mächtige Grundherrenfamilie Barbezières erstmals urkundlich erwähnt; sie bestimmte die Geschicke des Ortes und der gesamten Region bis weit ins 17. Jahrhundert.

## Sehenswürdigkeiten

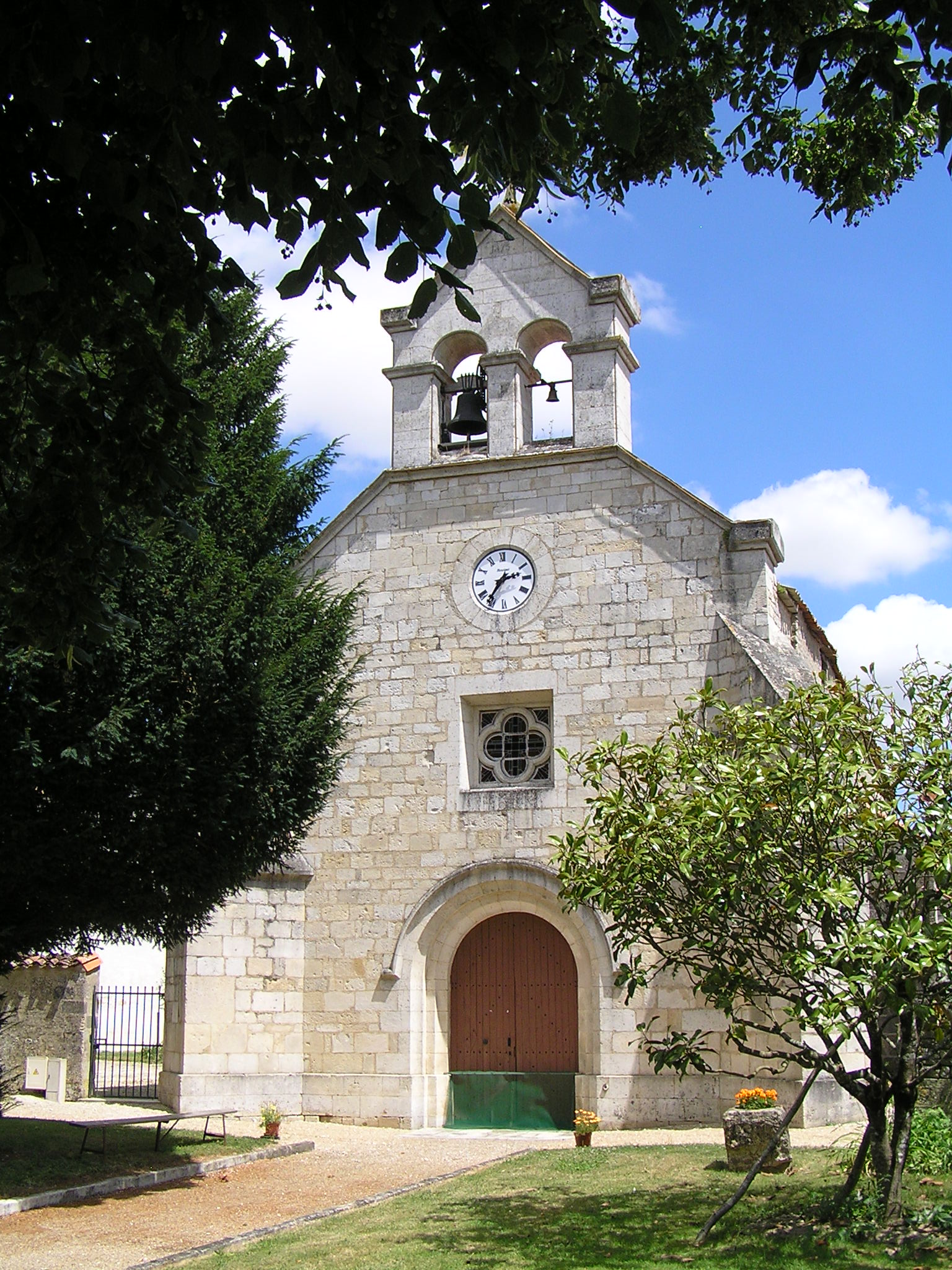
Kirche Saint-Martin

- Die kleine Pfarrkirche Saint-Martin ist ein schlichter Bau des 12. Jahrhunderts, der ursprünglich dem Templerorden gehörte. Die Apsis wurde nach Zerstörungen im Hundertjährigen Krieg (1337–1453) erneuert. Die schmucklose Fassade wird von einem zweigeteilten Glockengiebel (clocher mur) bekrönt, der in seiner heutigen Form auf das 19. Jahrhundert zurückgeht. Die Kirche ist seit dem Jahr 1993 als Monument historique anerkannt.[2]

außerhalb
- Im etwa zweieinhalb Kilometer westlich gelegenen Weiler Lucheville (45° 54′ 54″ N, 0° 6′ 40″ W) steht das im 15. Jahrhundert erbaute Château de Barbezières. Das Schloss befindet sich in Privatbesitz und ist bereits seit dem Jahr 1925 als Monument historique anerkannt.[3]